# Hansaviertel (Rostock)
Hansaviertel – dzielnica miasta Rostock w Niemczech, w kraju związkowym Meklemburgia-Pomorze Przednie. 